# San Jose Earthquakes
I San Jose Earthquakes sono una società calcistica statunitense con sede nella città di San Jose (California).

## Storia

### San Jose Earthquakes (1974-1988)
I San Jose Earthquakes militarono nella North American Soccer League dal 1974 al 1984 e nelle cui ultime due stagioni militò con il nome di "Golden Bay Earthquakes". Primo marcatore della storia dei Quakes è stato Mani Hernandez, che ha segnato nell'1-1 esterno del 5 maggio, esordio assoluto dei californiani, contro i Vancouver Whitecaps.
La squadra fu attiva anche nel campionato indoor della NASL per tre stagioni e, nel 1982/1983, anno in cui il torneo al chiuso non si tenne per problemi economici, disputò il torneo della Major Indoor Soccer League I. Dal 1985 al 1988 partecipò alla Western Soccer Alliance.
Nel 1989 la squadra venne spostata nell'area della baia di San Francisco, pur continuando a giocare a San Jose, divenendo i S.F. Bay Blackhawks.
Il nome Earthquakes derivò da un articolo di giornale apparso sul San Jose Mercury News ed è riferito all'alta sismicità del suolo californiano (earthquake significa, infatti, terremoto).

### Rifondazione
Parteciparono alla Major League Soccer dal 1995 al 2005, vincendo la MLS Cup nel 2001 e nel 2003 e il MLS Supporters' Shield nel 2005. Giocavano le partite interne nello Spartan Stadium, situato nel South Campus della San José State University, dove la squadra di casa (nota come i San Jose Clash dal 1995 al 1999) sconfisse il D.C. United per 1-0 nella prima partita della storia della MLS. Nel corso della stagione 2005 della MLS, nel dicembre di quell'anno, la franchigia fu messa in vendita e lo staff tecnico si trasferì a Houston (Texas), dove gioca la Houston Dynamo, erede diretta del club.
Il 18 luglio 2007 il Commissioner della Major League Soccer Don Garber ha annunciato che dal 2008 i San Jose Earthquakes sarebbero stati riammessi alla MLS, divenendo la 14ª squadra della lega.
La nuova franchigia è gestita da Lew Wolff (proprietario degli Oakland Athletics) e Ian Fisher.

## Colori e simboli
La prima formazione del San Jose Earthquakes aveva come colori il bianco e l'amaranto. La successiva reincarnazione del club, denominato San Jose Clash, che aveva come simbolo uno scorpione, indossava una maglia giallo e bianca con gli inserti verdi. Quando il club riassunse il nome originario, cambiò i colori sociali in nero e azzurro.

### Mascotte
La franchigia ha avuto come mascotte dal 1996 al 1999 "José Clash", che venne sostituito dal 2000 al 2002 da "Rikter the CyberDog". Nel biennio 2004-2005 la mascotte fu "Q", che fu ripresa definitivamente dopo la rifondazione del club nel 2008.

## Strutture

### Stadio
Lo stadio di casa dei San Jose Earthquakes fu per decenni lo Spartan Stadium, impianto nato nel 1933 per il football americano. Originariamente prevedeva quattromila posti, tuttavia, nel corso delle ristrutturazioni seguenti, è arrivato a contenerne più di trentamila. Tuttora attivo, ha ospitato anche gli incontri di calcio femminile delle San Jose CyberRays dal 2001 al 2003, oltre alla squadra di football della San José State University, la quale è anche proprietaria dell'impianto.
Dal 2015 la società si è dotata di un proprio impianto, l'Earthquakes Stadium, noto con diversi nomi (Avaya Stadium, PayPal Park) a seconda della cessione dei diritti di denominazione ad aziende terze.

## Allenatori e presidenti
- 1995-1998  Peter Bridgwater
- 1999-2000  Lynne Meterparel
- 2001  Tom Neale
- 2002-2003  Johnny Moore
- 2004-2005  Alexi Lalas
- 2005  Kate McAllister e Ken Freccero
- 2008-  John Doyle

## Calciatori

### Calciatori nella Hall of Fame
- John Doyle (2005)
- Ronald Cerritos (2010)
- Troy Dayak (2011)
- Paul Child (2012)
- Momčilo Gavrić (2013)
- Johnny Moore (2014)
- Ramiro Corrales (2015)

## Palmarès

### Competizioni nazionali
- Campionato MLS: 2

2001, 2003
- MLS Supporters' Shield: 2

2005, 2012
- Western Soccer League: 1

1985

## Tifoseria

### Gemellaggi e rivalità
Una delle principali rivalità riguarda quella con il LA Galaxy: simbolo del divario tra Nord e Sud della California, è stata definita come la più storica ed intensa rivalità nella lega. 
L'apice di questo scontro sportivo si raggiunse nei prima anni duemila; tra il 2001 ed il 2005, le due compagini californiane vinsero complessivamente quattro campionati (due a testa) e si contesero la vittoria nella finale dell'edizione 2001, che vide la vittoria di San Jose per la prima volta.

## Organico

### Rosa 2025
Aggiornata al 15 febbraio 2025.
| N. |                         | Ruolo | Calciatore        |
| -- | ----------------------- | ----- | ----------------- |
| 2  | Stati Uniti (bandiera)  | D     | Jamar Ricketts    |
| 3  | Francia (bandiera)      | D     | Paul Marie        |
| 4  | Portogallo (bandiera)   | D     | Bruno Wilson      |
| 5  | Stati Uniti (bandiera)  | D     | Daniel Munie      |
| 6  | Stati Uniti (bandiera)  | C     | Ian Harkes        |
| 7  | Tanzania (bandiera)     | A     | Amahl Pellegrino  |
| 9  | Colombia (bandiera)     | C     | Cristian Arango   |
| 10 | Argentina (bandiera)    | C     | Cristian Espinoza |
| 11 | Burkina Faso (bandiera) | A     | Ousseni Bouda     |
| 12 | Stati Uniti (bandiera)  | D     | Dave Romney       |
| 14 | Canada (bandiera)       | C     | Mark-Anthony Kaye |
| 15 | Stati Uniti (bandiera)  | D     | Tanner Beason     |
| 16 | Stati Uniti (bandiera)  | C     | Jack Skahan       |
| 17 | Venezuela (bandiera)    | A     | Josef Martínez    |
| 18 | Stati Uniti (bandiera)  | D     | Reid Roberts      |
| 19 | Stati Uniti (bandiera)  | A     | Preston Judd      |

| N. |                        | Ruolo | Calciatore         |
| -- | ---------------------- | ----- | ------------------ |
| 23 | Argentina (bandiera)   | C     | Hernán López       |
| 24 | Stati Uniti (bandiera) | D     | Nick Lima          |
| 25 | Stati Uniti (bandiera) | D     | Max Floriani       |
| 26 | Brasile (bandiera)     | D     | Rodrigues          |
| 28 | Stati Uniti (bandiera) | C     | Benjamin Kikanovic |
| 29 | Stati Uniti (bandiera) | C     | Kaedren Spivey     |
| 30 | Stati Uniti (bandiera) | C     | Niko Tsakiris      |
| 33 | Stati Uniti (bandiera) | D     | Oscar Verhoeven    |
| 34 | Stati Uniti (bandiera) | C     | Beau Leroux        |
| 36 | Stati Uniti (bandiera) | P     | Earl Edwards Jr.   |
| 38 | Stati Uniti (bandiera) | C     | Edwyn Mendoza      |
| 42 | Brasile (bandiera)     | C     | Daniel             |
| 44 | Stati Uniti (bandiera) | A     | Cade Cowell        |
| 94 | Brasile (bandiera)     | D     | Vítor Costa        |
|    | Stati Uniti (bandiera) | D     | Wilson Eisner      |

### Rosa 2024
Aggiornata al 17 marzo 2024.
| N. |                         | Ruolo | Calciatore                |
| -- | ----------------------- | ----- | ------------------------- |
| 1  | Stati Uniti (bandiera)  | P     | J.T. Marcinkowski         |
| 2  | Stati Uniti (bandiera)  | D     | Jamar Ricketts            |
| 3  | Francia (bandiera)      | D     | Paul Marie                |
| 4  | Portogallo (bandiera)   | D     | Bruno Wilson              |
| 6  | Stati Uniti (bandiera)  | C     | Alfredo Morales           |
| 7  | Ecuador (bandiera)      | C     | Carlos Gruezo             |
| 9  | Tanzania (bandiera)     | A     | Amahl Pellegrino          |
| 10 | Argentina (bandiera)    | C     | Cristian Espinoza         |
| 11 | Stati Uniti (bandiera)  | A     | Jeremy Ebobisse           |
| 14 | Stati Uniti (bandiera)  | C     | Jackson Yueill (capitano) |
| 15 | Stati Uniti (bandiera)  | D     | Tanner Beason             |
| 16 | Stati Uniti (bandiera)  | C     | Jack Skahan               |
| 25 | Burkina Faso (bandiera) | C     | Ousseni Bouda             |
| 19 | Stati Uniti (bandiera)  | A     | Preston Judd              |
| 20 | Stati Uniti (bandiera)  | C     | Will Richmond             |
| 22 | Stati Uniti (bandiera)  | C     | Tommy Thompson            |

| N. |                               | Ruolo | Calciatore         |
| -- | ----------------------------- | ----- | ------------------ |
| 24 | Stati Uniti (bandiera)        | D     | Daniel Munie       |
| 25 | Stati Uniti (bandiera)        | P     | William Yarbrough  |
| 26 | Brasile (bandiera)            | D     | Rodrigues          |
| 28 | Stati Uniti (bandiera)        | C     | Benjamin Kikanovic |
| 29 | Guinea Equatoriale (bandiera) | D     | Carlos Akapo       |
| 30 | Stati Uniti (bandiera)        | C     | Niko Tsakiris      |
| 31 | Polonia (bandiera)            | P     | Mikołaj Biagański  |
| 33 | Stati Uniti (bandiera)        | D     | Oscar Verhoeven    |
| 38 | Stati Uniti (bandiera)        | C     | Edwyn Mendoza      |
| 41 | Stati Uniti (bandiera)        | P     | Emmanuel Ochoa     |
| 42 | Brasile (bandiera)            | C     | Daniel             |
| 44 | Stati Uniti (bandiera)        | A     | Cade Cowell        |
| 55 | Canada (bandiera)             | C     | Michael Baldisimo  |
| 77 | Stati Uniti (bandiera)        | D     | Casey Walls        |
| 94 | Brasile (bandiera)            | D     | Vítor Costa        |
| 99 | Stati Uniti (bandiera)        | C     | Cruz Medina        |

### Rosa 2023
Aggiornata al 19 febbraio 2023.
| N. |                        | Ruolo | Calciatore                |
| -- | ---------------------- | ----- | ------------------------- |
| 1  | Stati Uniti (bandiera) | P     | J.T. Marcinkowski         |
| 3  | Francia (bandiera)     | D     | Paul Marie                |
| 4  | Ghana (bandiera)       | D     | Jonathan Mensah           |
| 7  | Ecuador (bandiera)     | C     | Carlos Gruezo             |
| 10 | Argentina (bandiera)   | C     | Cristian Espinoza         |
| 11 | Stati Uniti (bandiera) | A     | Jeremy Ebobisse           |
| 13 | Brasile (bandiera)     | C     | Nathan                    |
| 14 | Stati Uniti (bandiera) | C     | Jackson Yueill (capitano) |
| 15 | Stati Uniti (bandiera) | D     | Tanner Beason             |
| 16 | Stati Uniti (bandiera) | C     | Jack Skahan               |
| 17 | Stati Uniti (bandiera) | D     | Keegan Tingey             |
| 19 | Stati Uniti (bandiera) | C     | Cam Cilley                |
| 20 | Stati Uniti (bandiera) | C     | Will Richmond             |
| 21 | Perù (bandiera)        | D     | Miguel Trauco             |
| 22 | Stati Uniti (bandiera) | C     | Tommy Thompson            |

| N. |                               | Ruolo | Calciatore         |
| -- | ----------------------------- | ----- | ------------------ |
| 23 | Svezia (bandiera)             | D     | Oskar Ågren        |
| 25 | Burkina Faso (bandiera)       | C     | Ousseni Bouda      |
| 26 | Brasile (bandiera)            | D     | Rodrigues          |
| 28 | Stati Uniti (bandiera)        | C     | Benjamin Kikanovic |
| 29 | Guinea Equatoriale (bandiera) | D     | Carlos Akapo       |
| 30 | Stati Uniti (bandiera)        | C     | Niko Tsakiris      |
| 35 | Capo Verde (bandiera)         | C     | Jamiro Monteiro    |
| 41 | Stati Uniti (bandiera)        | P     | Emmanuel Ochoa     |
| 42 | Brasile (bandiera)            | C     | Daniel             |
| 44 | Stati Uniti (bandiera)        | A     | Cade Cowell        |
| 55 | Canada (bandiera)             | C     | Michael Baldisimo  |
| 77 | Stati Uniti (bandiera)        | D     | Casey Walls        |
| 93 | Brasile (bandiera)            | C     | Judson             |
|    | Canada (bandiera)             | A     | Ayo Akinola        |

### Rosa 2022
Aggiornata al 19 novembre 2022.
| N. |                        | Ruolo | Calciatore                |
| -- | ---------------------- | ----- | ------------------------- |
| 1  | Stati Uniti (bandiera) | P     | J.T. Marcinkowski         |
| 3  | Francia (bandiera)     | D     | Paul Marie                |
| 5  | Argentina (bandiera)   | C     | Eric Remedi               |
| 6  | Stati Uniti (bandiera) | C     | Shea Salinas              |
| 8  | Ecuador (bandiera)     | C     | Carlos Gruezo             |
| 10 | Argentina (bandiera)   | C     | Cristian Espinoza         |
| 11 | Stati Uniti (bandiera) | A     | Jeremy Ebobisse           |
| 12 | Stati Uniti (bandiera) | P     | Matt Bersano              |
| 13 | Brasile (bandiera)     | C     | Nathan                    |
| 14 | Stati Uniti (bandiera) | C     | Jackson Yueill (capitano) |
| 15 | Stati Uniti (bandiera) | D     | Tanner Beason             |
| 16 | Stati Uniti (bandiera) | C     | Jack Skahan               |
| 17 | Slovacchia (bandiera)  | C     | Ján Greguš                |
| 18 | Ghana (bandiera)       | C     | George Asomani            |
| 19 | Stati Uniti (bandiera) | C     | Siad Haji                 |
| 20 | Stati Uniti (bandiera) | C     | Will Richmond             |

| N. |                               | Ruolo | Calciatore         |
| -- | ----------------------------- | ----- | ------------------ |
| 21 | El Salvador (bandiera)        | C     | Gilbert Fuentes    |
| 22 | Stati Uniti (bandiera)        | C     | Tommy Thompson     |
| 23 | Svezia (bandiera)             | D     | Oskar Ågren        |
| 25 | Burkina Faso (bandiera)       | C     | Ousseni Bouda      |
| 26 | Brasile (bandiera)            | D     | Rodrigues          |
| 28 | Stati Uniti (bandiera)        | C     | Benjamin Kikanovic |
| 29 | Guinea Equatoriale (bandiera) | D     | Carlos Akapo       |
| 30 | Stati Uniti (bandiera)        | C     | Niko Tsakiris      |
| 31 | Perù (bandiera)               | D     | Miguel Trauco      |
| 35 | Capo Verde (bandiera)         | C     | Jamiro Monteiro    |
| 41 | Stati Uniti (bandiera)        | P     | Emmanuel Ochoa     |
| 44 | Stati Uniti (bandiera)        | A     | Cade Cowell        |
| 59 | Stati Uniti (bandiera)        | C     | Cruz Medina        |
| 77 | Stati Uniti (bandiera)        | D     | Casey Walls        |
| 93 | Brasile (bandiera)            | C     | Judson             |
|    | Ghana (bandiera)              | D     | Jonathan Mensah    |

### Rosa 2021
Aggiornata al 4 giugno 2021.
| N. |                        | Ruolo | Calciatore                   |
| -- | ---------------------- | ----- | ---------------------------- |
| 1  | Stati Uniti (bandiera) | P     | J.T. Marcinkowski            |
| 2  | Argentina (bandiera)   | D     | Luciano Abecasis             |
| 3  | Francia (bandiera)     | D     | Paul Marie                   |
| 4  | Messico (bandiera)     | D     | Oswaldo Alanís               |
| 5  | Argentina (bandiera)   | C     | Eric Remedi                  |
| 6  | Stati Uniti (bandiera) | C     | Shea Salinas                 |
| 7  | Messico (bandiera)     | C     | Carlos Fierro                |
| 8  | Stati Uniti (bandiera) | A     | Chris Wondolowski (capitano) |
| 9  | Messico (bandiera)     | A     | Javier López                 |
| 10 | Argentina (bandiera)   | C     | Cristian Espinoza            |
| 12 | Stati Uniti (bandiera) | P     | Matt Bersano                 |
| 14 | Stati Uniti (bandiera) | C     | Jackson Yueill               |

| N. |                               | Ruolo | Calciatore        |
| -- | ----------------------------- | ----- | ----------------- |
| 15 | Stati Uniti (bandiera)        | D     | Tanner Beason     |
| 16 | Stati Uniti (bandiera)        | C     | Jack Skahan       |
| 17 | Argentina (bandiera)          | P     | Mario Vega        |
| 19 | Stati Uniti (bandiera)        | C     | Siad Haji         |
| 20 | Guinea Equatoriale (bandiera) | D     | Carlos Akapo      |
| 22 | Stati Uniti (bandiera)        | C     | Tommy Thompson    |
| 23 | Germania (bandiera)           | D     | Florian Jungwirth |
| 25 | Argentina (bandiera)          | A     | Andrés Ríos       |
| 26 | El Salvador (bandiera)        | C     | Eric Calvillo     |
| 29 | Stati Uniti (bandiera)        | D     | Jacob Akanyirige  |
| 44 | Stati Uniti (bandiera)        | A     | Cade Cowell       |
| 93 | Brasile (bandiera)            | C     | Judson            |